# Канелоні

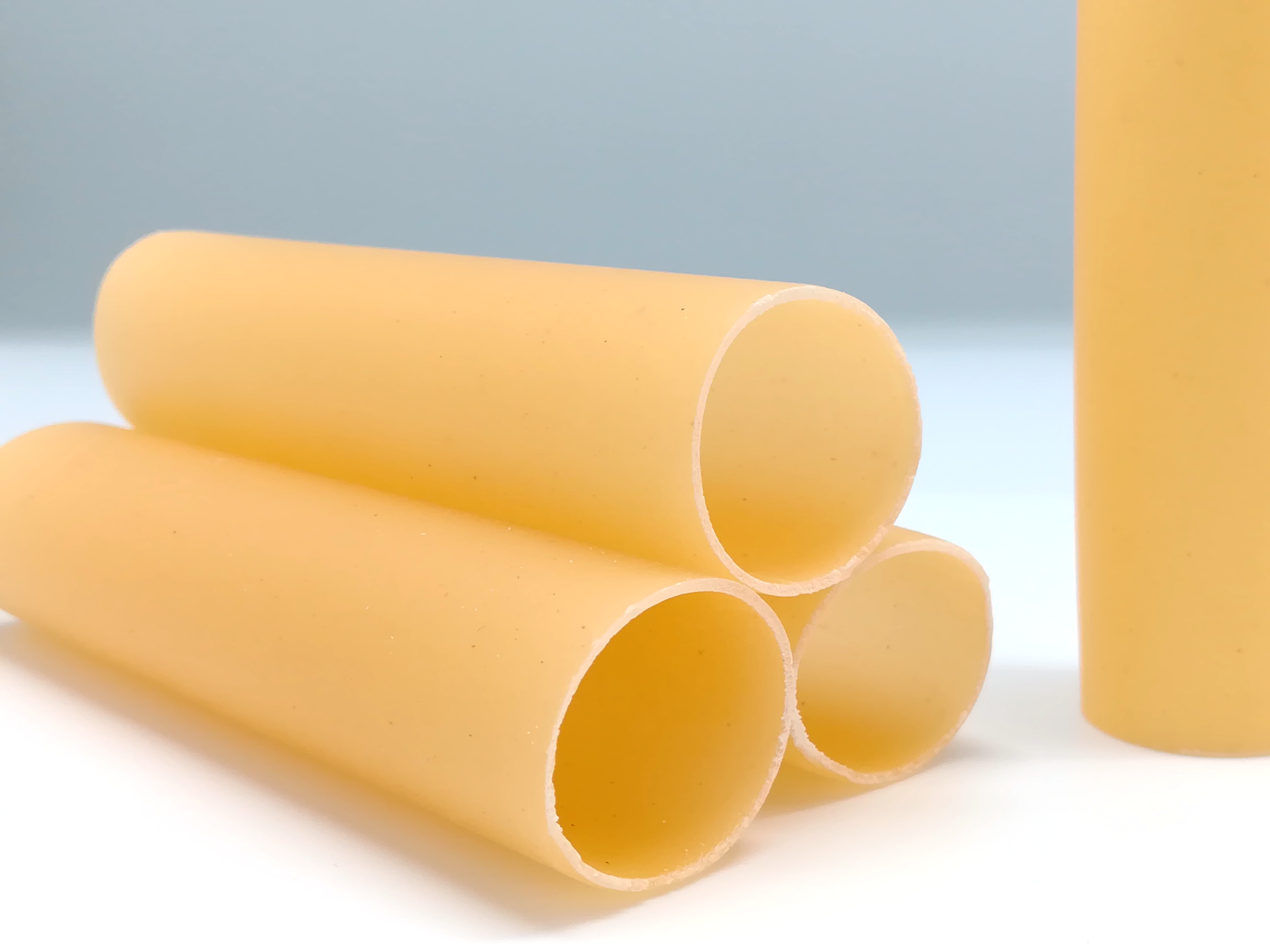
Канелоні

Канело́ні (італ. cannelloni) — різновид макарон у вигляді трубочок діаметром приблизно 2–3 см і довжиною близько 10 см. Є й інша назва — манікотті (італ. manicotti). Обидві назви використовуються в українській та в англійській мовах практично в однаковому розумінні. Але все ж готові трубочки правильніше було б назвати «манікоті» (італ. manicotto — муфточка, рукав), а листи пасти, котрі потрібно самостійно згортати, — «канелоні» (італ. canno — трубка, тростник).
Готують канелоні таким чином: заповнюють начинкою із сиру, шпинату, м'яса, складають трубочки в посудину, заливають соусом (частіше всього використовують класичний томатний або соус бешамель) і запікають у духовці до готовності.

## Див.також
- Італійська кухня
- Різновиди пасти